# 346 Hermentaria
Hermentaria (asteroide 346) é um asteroide da cintura principal com um diâmetro de 106,52 quilómetros, a 2,5085044 UA. Possui uma excentricidade de 0,1025065 e um período orbital de 1 706,75 dias (4,67 anos).
Hermentaria tem uma velocidade orbital média de 17,81562083 km/s e uma inclinação de 8,76066º.
Este asteroide foi descoberto em 25 de Novembro de 1892 por Auguste Charlois.
Este asteroide foi nomeado em homenagem à comuna francesa Herment.